# Teatro de arte Mansudae
El Teatro de Arte Mansudae (Hangul: 만수대 예술 극장) es un teatro ubicado cerca de la biblioteca central del Gran Palacio de Estudios del Pueblo, en Pionyang, Corea del Norte. Se completó en 1976.
Se utiliza como sede de la Banda de Samjiyon.

## Historia
El teatro se empezó a construir a inicios de los 1970, terminado en diciembre del año 1976 e inaugurado en el 1 de enero de 1977.
En este se estrenó la opera revolucionaria coreana "La chica de las flores", y también se han  realizado varias de estas.

## Conciertos
SHOW-YA 10 y 11 de junio de 1991